# Midnight Swing
『Midnight Swing』（ミッドナイト・スイング）は、本田美奈子の5枚目のオリジナル・アルバム。1987年12月16日に東芝EMIから発売された。

## 解説
- 5枚目のアルバム。既発のシングルは「孤独なハリケーン」「今夜はビートに乗れない」「悲しみSWING」が収録された。
- 大村憲司が全曲の編曲およびギターで参加、またベースで小原礼及びBobby Watson（グラミー賞アーティスト「ルーファス＆チャカカーン」のベーシスト）、キーボードで小林武史が参加している。
- 参考：既発シングル…「孤独なハリケーン／今夜はビートに乗れない」「悲しみSWING／今夜はビートに乗れない [L.A. Remix Version]」

## 収録曲
（全作詞：小林和子、作曲：西木栄二、編曲：大村憲司）
1. ONE SHOT [4:14]
  - 映画『パッセンジャー』挿入歌
2. DO YOU REMEMBER ? [4:41]
  - アニメ『マドンナ 炎のティーチャー』主題歌
3. 夢見心地 [3:06]
4. ABOUT〜ADULT [4:49]
5. はじめて言うけど… [5:21]
6. 悲しみSWING [3:25]
7. 今夜はビートに乗れない [3:38]
8. DESTINY [5:19]
9. 孤独なハリケーン [4:48]
  - 映画『パッセンジャー』主題歌
10. EYE言葉はLONELY [4:17]

## 参加者クレジット
- ドラムス：Bernard Davis、青山純、石坪信也
- ギター：大村憲司
- ベース：小原礼、Bobby Watson
- キーボード&ピアノ：小林武史
- パーカッション：浜口茂外也
- サックス：中村哲
- トランペット：兼崎順一
- トロンボーン：早川隆章
- コーラス：本田美奈子、Rove Bird